# Relación intransitiva
Una relación binaria {\displaystyle R} sobre un conjunto {\displaystyle A} es intransitiva cuando se cumple siempre que un elemento se relaciona con otro y este último con un tercero, entonces el primero no se relaciona con el tercero.
Esto es:
{\displaystyle \forall a,b,c\in A\;:\quad a{\mathcal {R}}b\quad \land \quad b{\mathcal {R}}c\;\longrightarrow \;a{\cancel {\mathcal {R}}}c}
Dado el conjunto A y una relación R, esta relación es intransitiva si: {\displaystyle a{\mathcal {R}}b} y {\displaystyle b{\mathcal {R}}c} se cumple que {\displaystyle a{\cancel {\mathcal {R}}}c}.
La propiedad anterior se conoce como intransitividad.

## Ejemplos
Dadas las rectas del plano y la relación binaria perpendicularidad: {\displaystyle \vdash }, entre rectas, que se cumple cuando dos rectas son perpendiculares y no se cumple si no lo son, tenemos que siendo r, s y t rectas del plano P:
{\displaystyle \forall r,s,t\in P\;:\quad r\;\vdash \;s\quad \land \quad s\;\vdash \;t\;\longrightarrow \;r\;\nvdash \;t}
Si la recta r es perpendicular a s y s es perpendicular a t, entonces r no es perpendicular a t.